# 武汉晨报
《武汉晨报》是长江日报集团旗下、武汉晨报文化传播有限公司发行的一份都市报，1999年3月15日创刊。2004年9月进行了改版，更加突出本地新闻的报道，日均41版，发行量突破60万份。该报的著名版面有“王浩峰的眼”、“苹果周刊”、“新生活周刊”、“市民故事”等。为了促销，该报以早报早送、与周报类报纸捆绑销售等方式抢占市场，中高端读者是该报的主要目标读者群。
现今，武汉晨报已成为武汉地铁的独家地铁报，每周一至周五出版，每期8版（周三16版）。